# Simone Scopelliti
Simone Scopelliti (né le 6 avril 1994 à Reggio de Calabre) est un joueur italien de volley-ball. Il mesure 2,05 m et joue central.

## Clubs
| Club          | De        | À   |
| ------------- | --------- | --- |
| Callipo Sport | 2013-2014 | ... |

## Palmarès
Néant.